# کولویک
کولویک (به هلندی: Koolwijk) یک منطقهٔ مسکونی در هلند است که در کریمپنروارد واقع شده‌است. کولویک ۱۰۰ نفر جمعیت دارد.